# Usquert
Usquert, dialekt groningski Usquert – wieś w Holandii, w prowincji Groningen, w gminie Eemsmond. Do 1990 roku Kantens stanowiło osobną gminę. Po reformie administracyjnej wieś weszła w skład gminy Hefshuizen. We wsi znajduje się wiele zabytków.